# باشگاه فوتبال اس‌پی‌وی‌جی بلاو-وایس ۹۰ برلین
اس‌پی‌وی‌جی بلاو-وایس ۹۰ برلین یک باشگاه فوتبال آلمانی است که در محله ماریندورف در ناحیه تمپلهوف-شونبرگ در شهر برلین مستقر است. این تیم در حال حاضر در ان‌اواف‌وی-اوبرلیگا (V) بازی می‌کند.

## تاریخچه

نشان سابق باشگاه

اس‌پی‌وی‌جی بلاو-وایس ۹۰ که پیش‌تر در برلین با نام باشگاه فوتبال بلاو-وایس ۹۰ برلین شناخته می‌شد، در ۲۸ ژوئن ۱۹۹۲ ورشکسته اعلام شد در نتیجه، اس‌وی بلاو وایس برلین به عنوان یک باشگاه جانشین تأسیس شد. این تیم وارد پایین‌ترین لیگ محلی ممکن یعنی سطح سوم محلی شد. ای باشگاه در سالهای اخیر به سطح لندس‌لیگا برلین رسیده است.
قهرمانی لندس‌لیگا در فصل ۱۶–۲۰۱۵ این باشگاه را به لیگ برلین برای فصل بعد برد. این باشگاه در ۱۶ ژوئن ۲۰۱۵ پس از یک مجمع عمومی، با اشاره به نام قبلی خود، نام خود را به بلاو-وایس ۹۰ برلین تغییر داد.